# Лінєйне
Лінєйне (рос. Линейное) — селище Багратіоновського району, Калінінградської області Росії. Входить до складу Нівенського сільського поселення.
Населення — 53 особи (2015 рік).

## Географія
Селище розташоване за 18 км від районного центру — міста Багратіоновська, 19 км від обласного центру — міста Калінінграда та 1088 км від Москви.

## Історія
Мало назву Арвайден, Бьоґен до 1950 року.

## Населення
За даними перепису 2010 року, у селі мешкало 53 осіб, з них 23 (43,4 %) чоловіків та 30 (56,6 %) жінок. Згідно з переписом 2002 року, у селі мешкало 50 осіб, з них 21 чоловіків та 29 жінок.